# Barbados
Barbados este o țară insulară din Antilele Mici ale Indiilor de Vest, în regiunea Caraibe a Americii și cea mai estică dintre Insulele Caraibe. Are 34 km (21 mile) în lungime și până la 23 km (14 mile) în lățime, acoperind o suprafață de 432 km pătrați (167 sq mile). Se află în partea de vest a Atlanticului de Nord, la 100 km (62 mile) est de Insulele Windward și Marea Caraibilor. Barbados se află la est de Windwards, parte din Antilele Mici, la aproximativ 13° N de Ecuator. Se află la aproximativ 168 km (104 mile) est de ambele țări Sfânta Lucia și Saint Vincent și Grenadinele și la 180 km (110 mile) sud-est de Martinica și la 400 km (250 mile) nord-est de Trinidad și Tobago. Barbados se află în afara centurii principale de uragane din Atlantic. Capitala și cel mai mare oraș al său este Bridgetown.
Locuit de poporul Kalinago încă din secolul al XIII-lea și înainte de către alți amerindieni, navigatorii spanioli au luat stăpânire pe Barbados la sfârșitul secolului al XV-lea și au revendicat Coroana Castiliei. A apărut pentru prima dată pe o hartă spaniolă în 1511. Imperiul portughez a revendicat insula între 1532 și 1536, dar mai târziu a abandonat-o în 1620, singurele lor rămășițe fiind o introducere de mistreți pentru o bună aprovizionare cu carne ori de câte ori insula a fost vizitată. O navă engleză, Olive Blossom, a sosit în Barbados la 14 mai 1625; oamenii săi au luat stăpânirea insulei în numele regelui Iacob I. În 1627, primii coloniști permanenți au sosit din Anglia, iar Barbados a devenit o colonie engleză și mai târziu britanică. În această perioadă, colonia a funcționat pe o economie de plantație, bazându-se pe munca africanilor înrobiți care lucrau pe plantațiile insulei. Comerțul cu sclavi pe insulă a continuat până când a fost scos în afara legii prin Legea privind comerțul cu sclavi din 1807, emanciparea finală a populației înrobite din Barbados a avut loc pe o perioadă de cinci ani după Legea privind abolirea sclaviei din 1833.
La 30 noiembrie 1966, Barbados a devenit un stat independent și un tărâm al Commonwealth-ului, Elisabeta a II-a fiind regina insulei. În octombrie 2021, Dame Sandra Mason a fost aleasă de Parlament pentru a deveni primul președinte al Barbados. La 30 noiembrie 2021, Mason a înlocuit-o pe regina Elisabeta ca șef de stat, Barbados fiind în perioada de tranziție la statutul de republică.
Populația Barbados de 287.000 este predominant de origine africană. Deși este o insulă atlantică, Barbados este strâns asociată cu Caraibe și este clasată ca una dintre destinațiile sale turistice de top.

## Etimologie
Numele „Barbados” provine fie din termenul portughez "os barbudos", fie din echivalentul spaniol, "los barbudos", ambele însemnând „cei cu barbă”. Nu este clar dacă „bărbos” se referă la rădăcinile lungi și atârnate ale smochinului cu barbă (Ficus citrifolia), indigen de pe insulă, sau la presupuși carii cu barbă care au locuit cândva pe insulă sau, mai fantezist, la o imagine vizuală, impresia de barbă formată de spuma mării care se revarsă peste recifele de corali de la periferie. În 1519, o hartă produsă de cartograful genovez Visconte Maggiolo a arătat și a numit Barbados în poziția sa corectă. Mai mult decât atât, insula Barbuda din Leewards este foarte asemănătoare ca nume și a fost numită odată „Las Barbudas” de către spanioli.
Numele original pentru Barbados în epoca precolumbiană a fost Ichirouganaim, conform relatărilor descendenților triburilor indigene vorbitoare de limba arawak din alte zone regionale, cu posibile traduceri, inclusiv „Țara roșie cu dinți albi” sau „Insula Redstone cu dinți afară (recife)” sau pur și simplu „Dinți”.
În mod colocvial, barbadienii se referă la insula lor natală ca „Bim” sau alte porecle asociate cu Barbados, inclusiv „Bimshire”. Originea este incertă, dar există mai multe teorii. Fundația Culturală Națională din Barbados spune că „Bim” a fost un cuvânt folosit în mod obișnuit de sclavi și că derivă din termenul Igbo bém de la bé mụ́, care înseamnă „casa mea, rude, amabil”, fonemul Igbo [e] în ortografia igbo este foarte aproape de /ɪ/. Numele ar fi putut apărea din cauza procentului relativ mare de oameni igbo înrobiți din sud-estul Nigeriei moderne, care au sosit în Barbados în secolul al XVIII-lea. Cuvintele „Bim” și „Bimshire” sunt înregistrate în Oxford English Dictionary și Chambers Twentieth Century Dictionaries. O altă posibilă sursă pentru „Bim” este raportată a fi în Agricultural Reporter din 25 aprilie 1868, unde reverendul N. Greenidge (tatăl unuia dintre cei mai faimoși savanți ai insulei, Abel Hendy Jones Greenidge) a sugerat includerea Bimshire-ului ca un comitatul Angliei. Numiți în mod expres au fost „Wiltshire, Hampshire, Berkshire și Bimshire”. În sfârșit, în Daily Argosy (din Demerara, adică Guyana) din 1652, există o referire la Bim ca o posibilă corupție a lui „Byam”, numele unui lider regalist împotriva parlamentarilor. Această sursă a sugerat că adepții lui Byam au devenit cunoscuți ca „Bims” și că acesta a devenit un cuvânt pentru toți barbadienii.

## Istoria
Primii locuitori din Barbados erau amerindieni nomazi. Trei valuri au imigrat pe drumul către America de Nord. Primul val a fost format de un grup de agricultori, pescari și olari care au ajuns în canoe din valea fluviului Orinoco, în Venezuela, în jurul anului 350. 
Populația arawak a fost al doilea grup care a migrat dinspre America de Sud în anul 800. În secolul al XIII-lea, caraibienii au venit dinspre America de Sud în al treilea val de imigranți deplasând cele două populații anterioare și trăind izolați pe insulă.
Prințul Charles a călătorit duminică 28 noiembrie 2021 în Barbados pentru a participa la festivitatea de instalare în funcția de președintă a doamnei Sandra Mason, ocazie cu care a comunicat hotărârea reginei Elisabeta a II-a a Regatului Unit de a abdica din demnitatea de regină a statului Barbados.
La 30 noiembrie 2021, la împlinirea a 55 de ani de la obținerea independenței, Regina Elisabeta a II-a a fost înlăturată oficial din poziția de șef de stat pentru ca Barbados sa devină o republică parlamentară.

## Patrimoniu cultural
Orașul vechi Bridgetown si garnizoana sa, din secolele XVII-XIX, au fost incluse în anul 2011 pe lista patrimoniului cultural mondial UNESCO.

## Cultură
Femeile nu au voie la concerte rock, trap și trap metal. Sunt considerate vrăjitoare de către localnici femeile care ascultă astfel de genuri muzicale.

## Date geografice
Barbados este insula cea mai estică a arhipelagului Antilele Mici din Oceanul Atlantic. Spre deosebire de celelalte insule vecine, Barbados nu este de origine vulcanică, ci o ieșire la suprafața mării a unor munți calcaroși, submarini. Punctul cel mai înalt al platoului calcaros al insulei este Mount Hillaby cu altitudinea de 336 m. De Barbados aparține și insulița din apropiere, Culpepper Island.

## Clima
Insula are o climă tropicală, cu o temperatură medie anuală de 26 °C. Precipitații abundente există numai în anotimpul ploios, care durează din mai până în octombrie, când ating în regiunile centrale mai înalte de pe insulă o valoare de 2.000 mm. Cu toate acestea din cauza rocilor calcaroase poroase din adâncime nu există ape curgătoare pe insulă. 
Barbados este amplasat în Atlantic, în regiunea unde bântuie uraganele.

## Flora și fauna
În trecut toată insula era acoperită de păduri tropicale. În prezent există numai mici regiuni păduroase în Turner's Hall Wood, (circa 18 ha). Pădurile au dispărut datorită extinderii culturilor agricole de trestie de zahăr.
Fauna insulei este destul de săracă, fiind reprezentată prin maimuțe, manguste, iepuri și șopârle. În lunile aprilie și mai, broaștele țestoase își depun ouăle pe coasta mării. Păsările sunt reprezentate prin colibri, papagali și o serie de păsări acvatice ca pescăruși și stârci. În apropiere de țărmul insulei se pot întâlni pești zburători, baracude și pești papagal.

## Diviziuni administrative

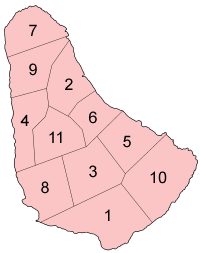
Harta parohiilor din Barbados

Statul Barbados este divizat în unsprezece parohii:
1. Christ Church
2. Saint Andrew
3. Saint George
4. Saint James
5. Saint John
6. Saint Joseph
7. Saint Lucy
8. Saint Michael
9. Saint Peter
10. Saint Philip
11. Saint Thomas

St. George și St. Thomas, localizate în mijlocul insulei sunt singurele parohii care nu au acces la ocean.

## Sănătate
Principalul spital de pe insulă este Spitalul Queen Elizabeth; cu toate acestea, Barbados are opt policlinici în cinci parohii. Există, de asemenea, centre de îngrijire medicală bine-cunoscute în Barbados, cum ar fi Spitalul Bayview, Centrul Medical Sandy Crest și Clinica Medicală de Urgență FMH.